# Акаогиит
Акаогиит (англ. Akaogiite) — очень редкий новый (IMA2007-058) минерал, сверхплотная полиморфная модификация двухокиси титана со структурой типа бадделеита. Химическая формула TiO2. Назван в честь японского минералога Масаки Акаоги (Masaki Akaogi), профессора кафедры химии университета Гакусюин в Токио, Япония. Сингония моноклинная.
В виде поликристаллических зёрен размером до 120 мкм. в биотите, состоящих из бесчисленных хаотически ориентированных частиц субмикронного размера
.

## Описание
В отражённом свете ярко-белый. Интенсивные внутренние рефлексы в ярких синих тонах. Большинство физических свойств не определены из-за малого размера индивидов. Найден в зювитах (импактных брекчиях) ударного метеоритного кратера Рис (Ries), Бавария (Германия), с компонентами графит-алмазного фазового перехода, ТiO2-полиморфом со скрутиниитовой структурой (ТiO2-II), с расплавными включениями жадеита (в гранате) и новым полиморфом FeTiO3.